# Berndt Nordberg

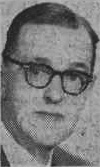
Berndt Nordberg

Berndt Valdemar Nordberg, född 19 maj 1912 i Göteborg, död 1983 i Linköping, var en svensk arkitekt. 
Efter studentexamen 1932 utexaminerades Nordberg från Chalmers tekniska högskola 1937. Han företog studieresor till Tyskland 1936 samt Tyskland, Österrike, Italien och Tjeckoslovakien 1937. Han var anställd vid olika arkitektkontor 1936–37, vid drätselkammarens i Göteborg arkitektbyrå 1937, stadsplanekontoret i Göteborg 1938–41, fastighetskontoret där 1941–43, var byggnadskonsulent i Göteborgs norra och södra skärgård 1940–43 och stadsplanearkitekt i Linköping från 1943, tillika byggnadskonsulent i Kärna och Landeryds landskommuner. Han var medlem i Svenska Arkitekters Riksförbund från 1938 och klubbmästare i Tekniska samfundets i Göteborg avdelning för husbyggnad 1941–43. Han utförde arbeten huvudsakligen inom området för stads- och samhällsplanering.